# Eremophilus mutisii
El capitán de la Sabana (Eremophilus mutisii) es una especie de pez de la familia  Trichomycteridae, en el orden de los Siluriformes.

## Morfología
Los machos pueden llegar alcanzar hasta los 30 cm de longitud total. usa la porción central vascularizada de su estómago para la respiración aérea. La ventilación de aire tiene lugar durante una carrera rápida hacia la superficie con la expiración del aire viejo que precede a la inspiración. Presenta una vejiga natatoria reducida.

## Hábitat
Es un pez de agua dulce y de clima frío (10 °C-13 °C). Es una especie territorial con hábitos bentónicos. Puede vivir en bajas concentraciones de oxígeno (hipoxia) e incluso puede respirar fuera del agua. Registra pérdida de hábitat en su área de distribución natural original. La especie fue introducida fuera de su distribución natural en el lago de Tota y la laguna de la Cocha como alimento para la trucha.

## Distribución geográfica
Se encuentran en Sudamérica:  cuenca del río Bogotá.

## Alimentación
Se alimenta de moluscos, anélidos, crustáceos y larvas de insectos de los fondos fangosos y, ocasionalmente, de algas diatomeas, restos de plantas y huevos de otros peces.